# Starfighter – Sie wollten den Himmel erobern
Starfighter – Sie wollten den Himmel erobern ist ein deutsches Fernsehdrama aus dem Jahr 2015. Regie führte Miguel Alexandre, das Drehbuch wurde von Kit Hopkins und Thilo Röscheisen verfasst. Zentrales Thema des Films ist die Starfighter-Affäre im Deutschland der 1960er Jahre. Der Einsatz technisch mangelhafter Kampfflugzeuge führte seinerzeit zu zahlreichen Abstürzen und Todesfällen.

## Handlung

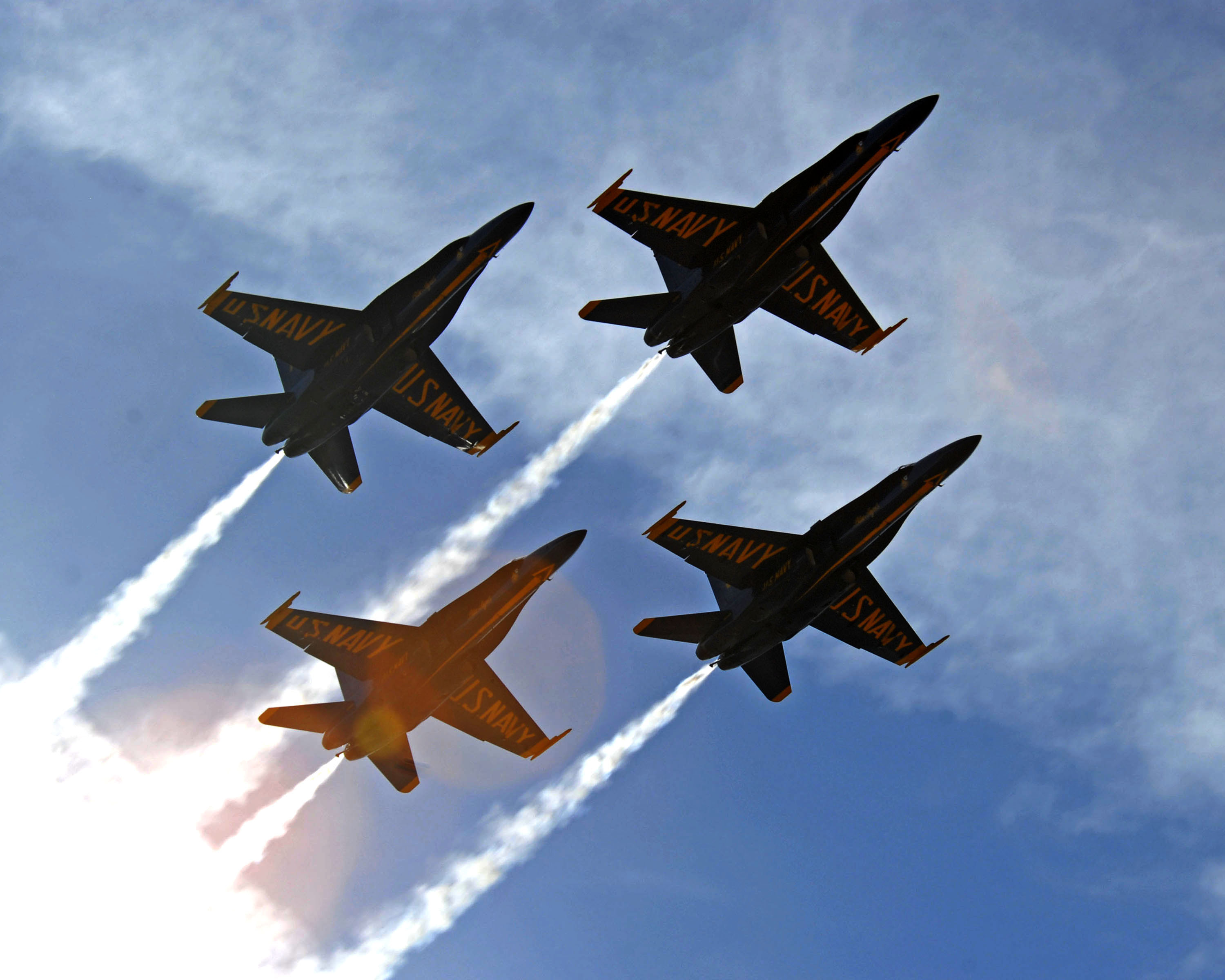
Beispiel einer eingangs des Dramas abgestürzten, vierköpfigen Diamond-Formation, dargestellt mit Maschinen des Typs F/A-18 Hornet

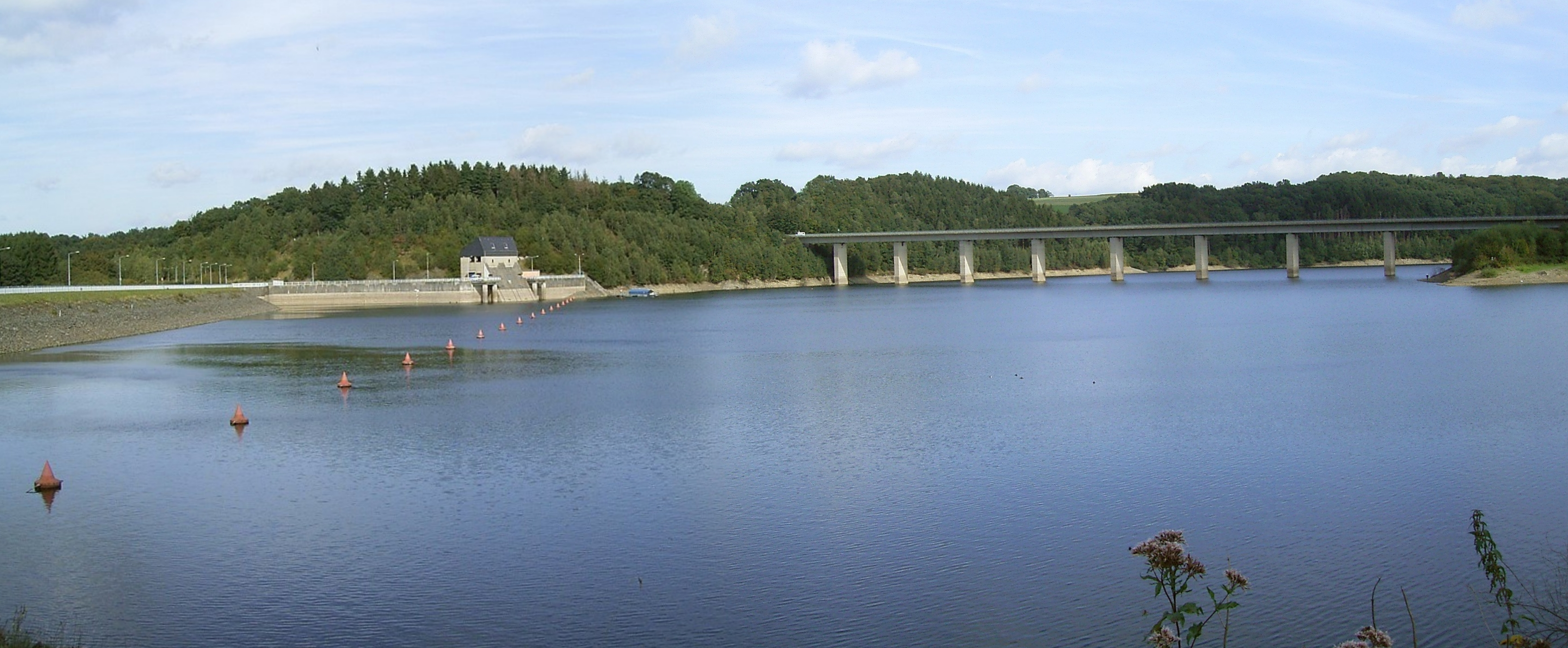
Die Wuppertalsperre ist Schauplatz für die Unterfliegung einer Brücke

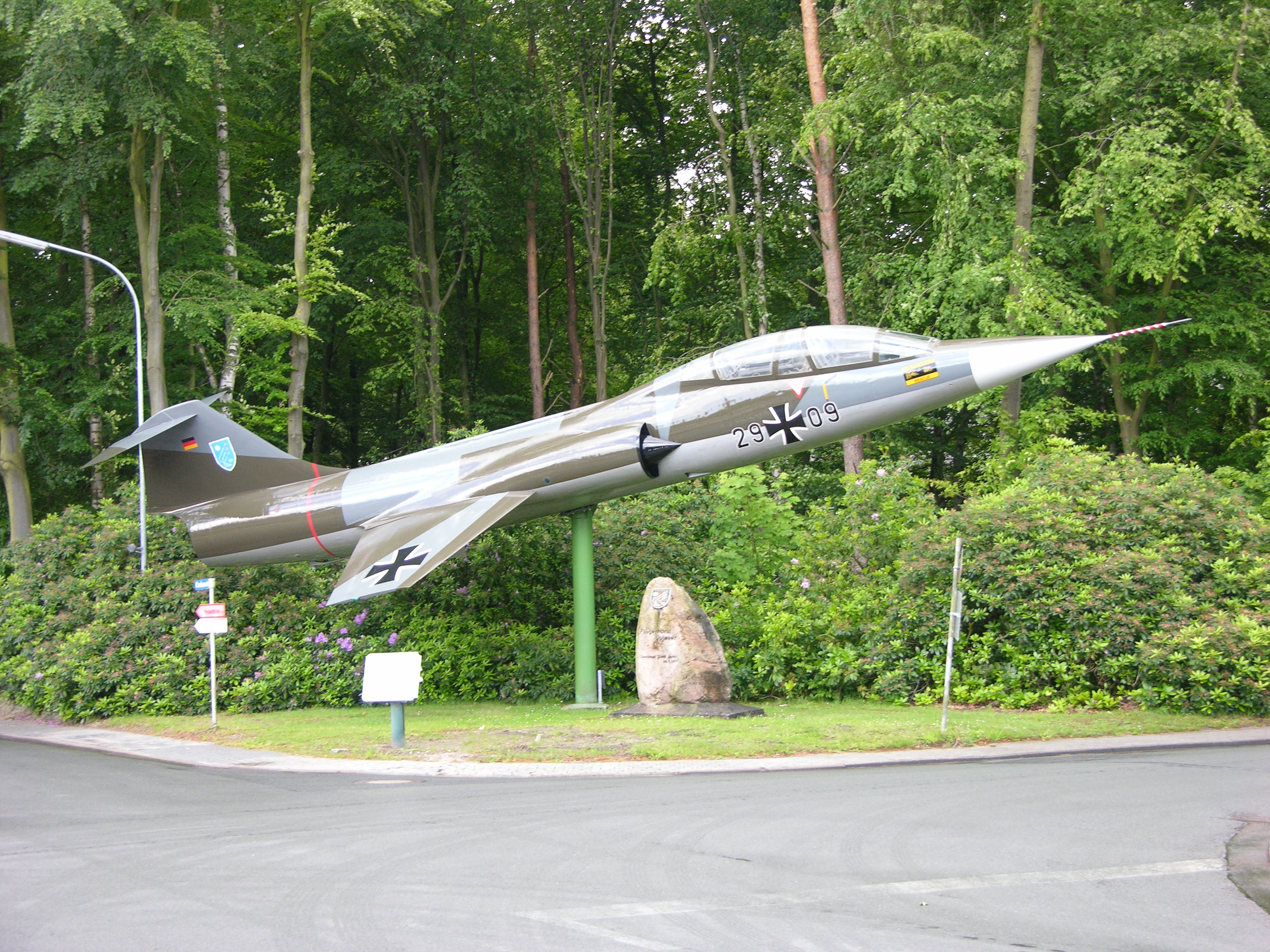
Zweisitziger Starfighter der Bundeswehr

Westdeutschland, 1962: junge Piloten müssen auf dem Fliegerhorst Nörvenich vom Boden aus mit ansehen, wie bei der Generalprobe für eine Flugschau alle vier Formationspiloten mit ihren Kampfjets vom Typ F-104 „Starfighter“ tödlich verunglücken. Dessen ungeachtet, rüstet sich die Bundeswehr weiterhin in großer Zahl mit den hochmodernen, aber auch umstrittenen Maschinen aus.
Der draufgängerische Harry Schäfer und sein Kumpel Richie Weichert sind die Helden unter den Piloten. Beide sind fasziniert von den schnellsten Jets der Welt. Doch nach und nach stürzen immer mehr Piloten mit diesem Flugzeugtyp ab, wobei die Unglücke offiziell meist auf menschliches Versagen zurückgeführt werden.
Auch Harry ist zunächst vom Starfighter begeistert. Obwohl er der beste Pilot der Staffel ist, wird ihm der Rang des Staffelkapitäns verwehrt, da ihm die Fähigkeiten zum Führen einer Fliegerstaffel nach dem waghalsigen Unterfliegen einer Wupperbrücke abgesprochen werden. Trotzdem sieht er nicht tatenlos zu, wie immer mehr seiner Kameraden abstürzen und setzt sich für Verbesserungen im Wartungsablauf der hochsensiblen Flugzeuge ein. Dabei vernachlässigt er seine Frau Betti immer mehr, obwohl sie gerade erfahren hat, dass sie schwanger ist. Als Betti von einem weiteren Absturz hört, glaubt sie, dass es Harry getroffen hat, und bricht beim Versuch, auf das Gelände des Fliegerhorsts zu gelangen, zusammen. Sie wird ins Krankenhaus eingeliefert und verliert das ungeborene Kind. Harry muss sich allmählich zwischen Familie und Beruf entscheiden. Als er bereits mit dem Gedanken spielt, seinen Kampfpilotenjob aufzugeben, stürzt auch er mit einem Starfighter ab und verunglückt tödlich.
Harrys Witwe möchte erreichen, dass der Absturz aufgeklärt wird. Ihre Bemühungen sind jedoch vergeblich. Im Gegenteil – es wird alles darangesetzt, die Ursachen der Abstürze zu vertuschen. Daraufhin nimmt Betti zusammen mit ihrer besten Freundin Helga Waldeck den Kampf gegen ein verschworenes Bündnis aus Politik, Militär und Wirtschaft auf. Unterstützung erhalten sie dabei auch von Richie, der mittlerweile die Luftwaffe verlassen hat und nun als ziviler Pilot Passagierjets fliegt.
Betti gelingt es, den kalifornischen Staranwalt Melvin Belli (dargestellt als Gordon Marks) für eine Sammelklage gegen den Flugzeughersteller Lockheed in den USA zu gewinnen. Die Bundeswehr und das Verteidigungsministerium wollen dies unbedingt verhindern, zunächst auch erfolgreich. Als jedoch auch der Sohn des Verteidigungsministers in einem Starfighter ums Leben kommt, schließen sich dessen Witwe und weitere Frauen der Klage an. Es kommt zum Vergleich, im Zuge dessen Lockheed eine Millionensumme an die Witwen zahlt.

## Hintergrund
- Der Film basiert auf wahren Begebenheiten, die sich während der 1960er Jahre ereignet haben und als Starfighter-Affäre in die Geschichte der Bundeswehr eingegangen sind.
- Ende Juni 2014 kündigte RTL an, dass es gemeinsam mit „Zeitsprung Pictures“ die Geschehnisse verfilmen werde.[2]
- Unter dem Arbeitstitel Witwenmacher wurde der Film zwischen dem 23. Juni und dem 17. August 2014 in Berlin, Hopsten, Rheindahlen, Köln, Stuttgart, Nürtingen und Neunburg vorm Wald[3] produziert. Gedreht wurde an 38 Tagen.[4]

## Veröffentlichung
Ursprünglich für den 29. März 2015 angekündigt, sollte der Spielfilm am 2. April 2015 zur Hauptsendezeit auf RTL ausgestrahlt werden. Im Anschluss an den Film war die Dokumentation Mein Mann war Nummer 57 – Peter Kloeppel über das Schicksal der Starfighter-Witwen vorgesehen.
Nach dem Absturz des Germanwings-Flug 9525 am 24. März 2015 in den französischen Alpen verschob RTL den Film jedoch zunächst auf unbestimmte Zeit. Frank Hoffmann, Geschäftsführer Programm RTL Television, begründete die Entscheidung damit, dass man „aus Respekt vor den Gefühlen aller Betroffenen des Germanwings-Unglücks (…) die Ausstrahlung des Films und der nachfolgenden Dokumentation verschieben“ werde, da der Film „hoch emotional“ und „durch den Schmerz der Hinterbliebenen und die bis heute offenen Fragen“ erzählt sei. Insbesondere die Szene, in der ein Starfighter in einen Berg fliegt und zerschellt, wurde wegen der Parallele zum Germanwings-Flug als zu diesem Zeitpunkt nicht präsentierbar angesehen.
Im September desselben Jahres gab RTL bekannt, dass der Film am 12. November 2015 um 20:15 Uhr ausgestrahlt und Peter Kloeppels Starfighter-Dokumentation im Anschluss gesendet würde.
Der Film erschien bereits am 27. März 2015 auf DVD und Blu-ray. Er ist inzwischen auch im Streamingportal RTL+ abrufbar.

## Rezeption

### Einschaltquote
Die Erstausstrahlung von Starfighter – Sie wollten den Himmel erobern am 12. November 2015 wurde in Deutschland von 3,28 Millionen Zuschauern gesehen und erreichte für RTL einen Marktanteil von 11,1 %.

### Kritiken
„Regisseur Miguel Alexandre ist es gelungen, einen der größten Skandale der wiederbewaffneten Bundesrepublik für ein breites Publikum aufzubereiten. Dabei bedient er sich durchaus ‚amerikanischer‘ Kinotugenden, die alle Sinne bedienen, und verliert doch über zwei Stunden nie den Plot aus den Augen oder gar die erzählerische Balance. Weder opfert er die Dramaturgie der Genauigkeit, noch stehen die Fakten der Zuspitzung im Weg. […] Im Paket ergeben Spielfilm und Doku einen stolzen Themenabend, wie ihn sich RTL gern häufiger leisten darf.“

„Aber RTL wäre nicht RTL, wenn es aus diesem Stoff kein künstliches Kaugummi-Entertainment voller Klischees und Knalleffekte im Beschuss permanenter Soundkaskaden stricken würde. […] Trotzdem unterscheidet sich dieses Eventmovie von den üblichen RTL-Produktionen. Es gibt glaubhafte Empathie und leidenschaftliche Empörung über das kriminelle System des bayrischen Paten Franz Josef Strauß. Dem Profitinteresse des militärisch-politischen Komplexes hatte Strauß damals nicht nur Milliarden an Steuergeldern, sondern auch das Leben von 116 Piloten geopfert.“

## Wissenswertes
- In der etwa dreiminütigen Auftaktszene wird der tatsächlich stattgefundene Flugunfall einer Starfighter-Formation der Luftwaffe der Bundeswehr 1962 auf dem Fliegerhorst Nörvenich romantisiert nachgestellt. Dabei verfolgen die Protagonisten als junge Piloten zusammen mit Freundinnen begeistert die Generalprobe einer Kunstflugschau, um dann entsetzt den abschließenden Unfall und Tod der vierköpfigen Diamond-Formation zu erleben, nachdem deren Anführer mit der Fehlfunktion eines Instrumentes zu kämpfen hatte.
- Die im Film gezeigte waghalsige Unterfliegung einer Brücke, wegen der Harry Schäfer scharf gerügt und nicht zum Staffelkapitän befördert wird, findet vor dem Hintergrund der Wuppertalsperre statt.